# Gualeguaychú (departamento)
Gualeguaychú é um departamento da Argentina, localizado na província de Entre Ríos.